# Distretto di Hadrut

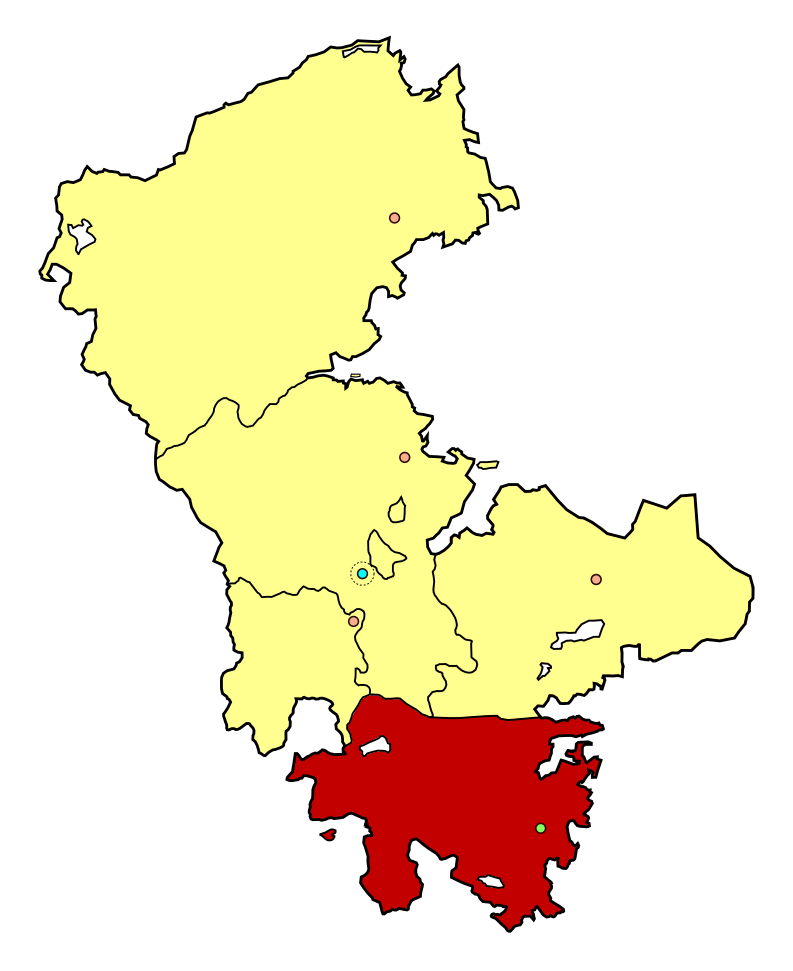

Il distretto di Askeran era uno dei cinque distretti nei quali era suddivisa l'Oblast' Autonoma del Nagorno Karabakh.

## Storia
L'oblast' venne ufficialmente creata il 7 luglio 1923. All'epoca e fino al settembre 1939 il distretto era denominato Distretto di Dizak.
Nel 1928 la popolazione del distretto ammontava a 28.000 abitanti.